# Заболоття (заказник)
Заболоття — загальнозоологічний заказник місцевого значення. Об'єкт розташований на території Овруцького району Житомирської області, ДП «Словечанський лісгосп АПК», Бігунське лісництво, кв. 4, 8, 12, 14, 18—20, 24—26, 30, 32, 34, 37, 40—43, 45—52.
Площа — 3000 га, статус отриманий у 2000 році.